# Ehrenpokal für besondere Leistung im Luftkrieg

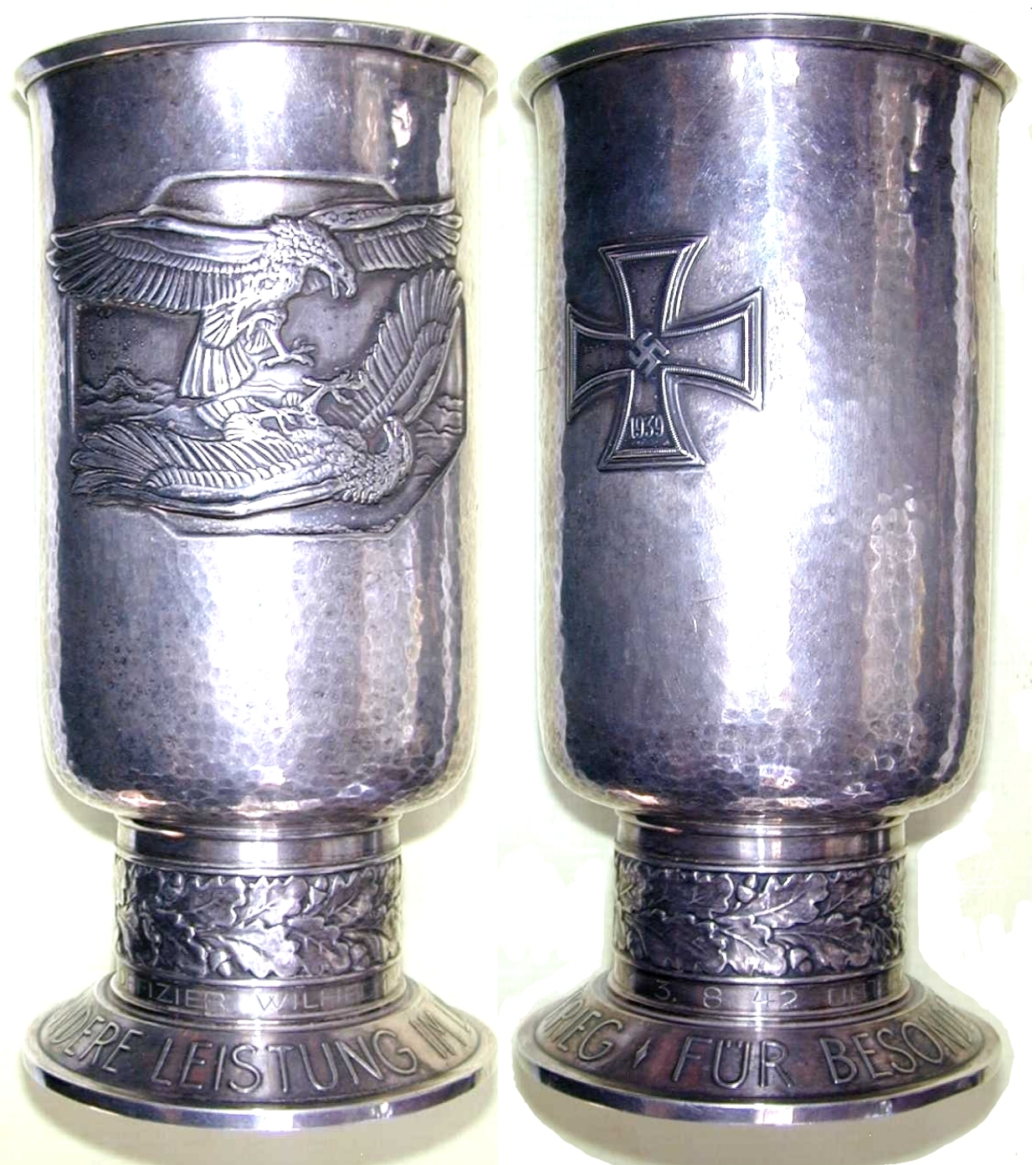
Vorder- und Rückseite

Der Ehrenpokal für besondere Leistung im Luftkrieg war eine militärische Auszeichnung der deutschen Luftwaffe während des Zweiten Weltkriegs.
Der Pokal wurde am 27. Februar 1940 von Reichsmarschall Hermann Göring, dem Reichsminister für Luftfahrt und Oberbefehlshaber der Luftwaffe, gestiftet. Er ist auch inoffiziell bekannt als „Ehrenpokal der Luftwaffe“. Die Auszeichnung wurde nur für das fliegende Personal vergeben. Seine Träger wurden in der Zeitschrift Ehrenliste der deutschen Luftwaffe genannt. Aus deutschen Aufzeichnungen geht hervor, dass er rund 58.000 mal vergeben wurde, aber nur 13.000–15.000 Träger wurden tatsächlich genannt.
Ausgezeichnet wurden Flieger, die bereits das Eiserne Kreuz I. Klasse besaßen, aber deren Leistung noch nicht ausreichte, um das Deutsche Kreuz oder gar das Ritterkreuz des Eisernen Kreuzes zu erhalten.
Der Pokal wurde in zwei Varianten hergestellt: aus Feinsilber oder aus Neusilber – der Übergang von Fein- zu Neusilber erfolgte etwa im März 1942. Er ist 228 mm hoch mit einem Durchmesser von 100 mm. Der Pokal wurde aus vier Teilen hergestellt, welche dann zusammengefügt wurden. Die Vorderseite zeigt zwei Adler im tödlichen Kampf, während auf der Rückseite ein Eisernes Kreuz aufgetragen ist. Der Fuß des Pokals ist mit Eichenlaub und Eicheln geschmückt.